# Ogdens Lemma
Ogdens Lemma, benannt nach William Ogden, ist eine Methode der theoretischen Informatik, mit der gezeigt werden kann, dass eine formale Sprache keine kontextfreie Sprache ist, da sie Eigenschaften beschreibt, die für alle kontextfreien Sprachen gelten müssen. Es liefert somit nur eine notwendige (keine hinreichende) Bedingung für die Klassifikation als kontextfreie Sprache. Ogdens Lemma ist also nicht geeignet um Kontextfreiheit zu beweisen.
Das Pumping-Lemma ist ein Spezialfall von Ogdens Lemma.

## Aussage
Sei {\displaystyle {\mathcal {L}}_{2}} die Klasse aller Sprachen, die sich von Chomsky-Hierarchie-Typ-2-Grammatiken erzeugen lassen, also die Klasse der kontextfreien Sprachen.
Für {\displaystyle L\in {\mathcal {L}}_{2}} gibt es eine natürliche Zahl {\displaystyle n\in \mathbb {N} }, so dass für alle Wörter {\displaystyle z\in L}  folgendes gilt: Wenn in {\displaystyle z} mindestens {\displaystyle n} Buchstaben markiert werden, so lässt sich {\displaystyle z} als {\displaystyle z} in fünf Teile {\displaystyle u,v,w,x,y} zerlegen, so dass
1. {\displaystyle vx}  mindestens einen markierten Buchstaben enthält,
2. {\displaystyle vwx} maximal {\displaystyle n} markierte Buchstaben enthält,
3. {\displaystyle \forall i\geq 0:uv^{i}wx^{i}y\in L}.

## Beispiel
Die Sprache {\displaystyle L=\{a^{i}b^{j}c^{k}d^{\ell }\ |\ i\neq 0\ \Rightarrow \ j=k=\ell \}} ist nicht kontextfrei.
Der Nachweis, dass diese Sprache nicht kontextfrei ist, kann nicht mit dem Pumping-Lemma für kontextfreie Sprachen geführt werden, aber mit Ogdens Lemma.
Beweis durch Widerspruch: Wir nehmen an, {\displaystyle L} sei kontextfrei. Dann existiert nach Ogdens Lemma eine Konstante {\displaystyle n}, so dass für jedes Wort {\displaystyle z\in L} und jede Markierung, die mindestens {\displaystyle n} Zeichen in {\displaystyle z} markiert, eine Zerlegung existiert, die die Eigenschaften 1., 2. und 3. erfüllt.
Die Konstante sei also {\displaystyle n} und insbesondere für das Wort {\displaystyle z=ab^{n}c^{n}d^{n}\in L} mit Markierung auf dem Teil {\displaystyle b^{n}} muss es eine Zerlegung {\displaystyle z=uvwxy} geben, die 1., 2. und 3. erfüllt.
Eigenschaft 1. bedeutet, dass {\displaystyle vx} mindestens ein {\displaystyle b} enthält. Eigenschaft 2. ist stets erfüllt, da es nur {\displaystyle n} markierte Buchstaben in {\displaystyle z} gibt. Wir betrachten alle möglichen (nicht notwendig disjunkten) Fälle der Zerlegung mit mindestens einem {\displaystyle b} in {\displaystyle vx} und finden stets einen Widerspruch zu Eigenschaft 3.
- {\displaystyle vx\in \{a,b,c\}^{*}}, dann folgt, dass {\displaystyle uv^{2}wx^{2}y} mehr {\displaystyle b}s als {\displaystyle d}s hat (und mindestens ein {\displaystyle a} steht am Anfang des aufgepumpten Worts)
- {\displaystyle vx\in \{a,b,d\}^{*}}, dann enthält {\displaystyle uv^{2}wx^{2}y} mehr {\displaystyle b}s als {\displaystyle c}s (und mindestens ein {\displaystyle a} steht am Anfang des aufgepumpten Worts)
- {\displaystyle vx} enthält sowohl {\displaystyle c}s als auch {\displaystyle d}s, dann müssen in {\displaystyle v} oder in {\displaystyle x} zwei Sorten Buchstaben vorkommen. Dann entspricht aber die Struktur von {\displaystyle uv^{2}wx^{2}y} nicht mehr der Form {\displaystyle a^{*}b^{*}c^{*}d^{*}}.

Wir führen also Eigenschaft 3. stets mit {\displaystyle i=2} zum Widerspruch, da das Wort {\displaystyle uv^{2}wx^{2}y} nicht in {\displaystyle L} liegt.